# Mittelaschenbach
Mittelaschenbach ist ein Ortsteil der Gemeinde Nüsttal im osthessischen Landkreis Fulda.
Der Ort liegt am Zusammenfluss von Aschenbach und Elsbach im Osten Hessens im Naturpark Hessische Rhön. Durch den Ort verläuft die Landesstraße 3258.

## Geschichte
Mittelaschenbach wurde im Jahre 1510 erstmals in den fuldischen Steuerlisten erwähnt. 1844 wurde die St.-Laurentius-Kapelle erbaut.

### Gebietsreform
Am 1. Februar 1971 fusionierte Mittelaschenbach im Zuge der Gebietsreform in Hessen mit fünf weiteren Gemeinden freiwillig zur neuen Gemeinde Nüsttal.
Für Mittelaschenbach wurde, wie für die übrigen bei der Gebietsreform nach Nüsttal eingegliederten Gemeinden, ein Ortsbezirk mit Ortsbeirat und Ortsvorsteher nach der Hessischen Gemeindeordnung gebildet.

### Einwohnerentwicklung
- 1812: 29 Feuerstellen, 160 Seelen[2]

| Mittelaschenbach: Einwohnerzahlen von 1812 bis 2014 | Mittelaschenbach: Einwohnerzahlen von 1812 bis 2014 | Mittelaschenbach: Einwohnerzahlen von 1812 bis 2014 | Mittelaschenbach: Einwohnerzahlen von 1812 bis 2014 | Mittelaschenbach: Einwohnerzahlen von 1812 bis 2014 |
| --- | --------------------------------------------------- | --------------------------------------------------- | --------------------------------------------------- | --------------------------------------------------- |
| Jahr |                                                     |                                                     |                                                     | Einwohner                                           |
| 1812 | 1812                                                |                                                     | 160                                                 | 160                                                 |
| 1834 | 1834                                                |                                                     | 237                                                 | 237                                                 |
| 1840 | 1840                                                |                                                     | 246                                                 | 246                                                 |
| 1846 | 1846                                                |                                                     | 234                                                 | 234                                                 |
| 1852 | 1852                                                |                                                     | 234                                                 | 234                                                 |
| 1858 | 1858                                                |                                                     | 243                                                 | 243                                                 |
| 1864 | 1864                                                |                                                     | 234                                                 | 234                                                 |
| 1871 | 1871                                                |                                                     | 234                                                 | 234                                                 |
| 1875 | 1875                                                |                                                     | 223                                                 | 223                                                 |
| 1885 | 1885                                                |                                                     | 209                                                 | 209                                                 |
| 1895 | 1895                                                |                                                     | 214                                                 | 214                                                 |
| 1905 | 1905                                                |                                                     | 247                                                 | 247                                                 |
| 1910 | 1910                                                |                                                     | 251                                                 | 251                                                 |
| 1925 | 1925                                                |                                                     | 239                                                 | 239                                                 |
| 1939 | 1939                                                |                                                     | 430                                                 | 430                                                 |
| 1946 | 1946                                                |                                                     | 323                                                 | 323                                                 |
| 1950 | 1950                                                |                                                     | 323                                                 | 323                                                 |
| 1956 | 1956                                                |                                                     | 297                                                 | 297                                                 |
| 1961 | 1961                                                |                                                     | 292                                                 | 292                                                 |
| 1967 | 1967                                                |                                                     | 264                                                 | 264                                                 |
| 1970 | 1970                                                |                                                     | 275                                                 | 275                                                 |
| 1980 | 1980                                                |                                                     | ?                                                   | ?                                                   |
| 1990 | 1990                                                |                                                     | ?                                                   | ?                                                   |
| 2000 | 2000                                                |                                                     | ?                                                   | ?                                                   |
| 2011 | 2011                                                |                                                     | 285                                                 | 285                                                 |
| 2014 | 2014                                                |                                                     | 273                                                 | 273                                                 |
| Datenquelle: Historisches Gemeindeverzeichnis für Hessen: Die Bevölkerung der Gemeinden 1834 bis 1967. Wiesbaden: Hessisches Statistisches Landesamt, 1968. Weitere Quellen: ; Zensus 2011 |                                                     |                                                     |                                                     |                                                     |

### Religionszugehörigkeit
Quelle: Historisches Ortslexikon
| • 1885: | 209 katholische (= 100 %) Einwohner                              |
| • 1961: | 7 evangelische (= 2,40 %), 283 katholische (= 96,92 %) Einwohner |